# Annemoon van Dienst
Annemoon van Dienst (* 3. Februar 2003) ist eine ehemalige niederländische Mountainbikerin, deren Spezialdisziplin der Cross-Country Eliminator war.

## Sportlicher Werdegang
Van Dienst stammt aus Gorssel und wurde mit neun Jahren Mitglied beim Radsportclub ETP Zutphen. Von 2013 bis 2017 gewann sie mehrfach die niederländischen Jugendmeisterschaften im Cross-Country und im Cyclocross. 2019 zog sie nach Sittard, um für ein Nachwuchsteam zu fahren und eine Ausbildung zur Physiotherapeutin zu machen, erlitt unter der Doppelbelastung jedoch einen Burn-out, der sie längere Zeit den Sport ruhen ließ.
2022 nahm van Dienst den Sport wieder auf und siegte in Sittard in einem Eliminator-Rennen. Dies ermutigte sie, sich auf diese Disziplin zu konzentrieren. Bei den Weltmeisterschaften 2022 belegte sie bereits den 10. Platz. Ihr erfolgreichstes Jahr hatte sie 2023 mit dem Gewinn der Bronzemedaille bei Welt- und Europameisterschaften sowie dem dritten Rang in der Gesamtwertung des Weltcups. Auch 2024 erzielte sie vordere Platzierungen, darunter ein Podium im Weltcuprennen von Barcelona. Dennoch beschloss sie, zum Jahresende mit dem Leistungssport aufzuhören und fortan ihren erlernten Beruf auszuüben.

## Erfolge
2023
 Weltmeisterschaften – Eliminator
 Europameisterschaften – Eliminator